# Ahmed Yasser
Ahmed Yasser (født 17. maj 1994) er en fodboldspiller fra Qatar. Han har spillet for Qatars landshold.

## Qatars fodboldlandshold
| Qatars landshold | Qatars landshold | Qatars landshold |
| År               | Kmp              | Mål              |
| ---------------- | ---------------- | ---------------- |
| 2013             | 2                | 0                |
| 2014             | 1                | 0                |
| 2015             | 8                | 0                |
| 2016             | 10               | 0                |
| 2017             | 8                | 0                |
| Total            | 29               | 0                |